# 盈宁站
盈宁站是中华人民共和国浙江省杭州市萧山区的火车站，因处在盈丰和宁围之间，故得名盈宁。于1992年随原浙赣铁路杭州绕行线（现沪昆铁路）的修建而设立，不办理客货运业务。当时站内设有3条股道，其中正线1条、到发线2条:300。1996年车站及其线路开始复线化工程，当年12月车站至杭州东站区间实现复线化、1998年12月至白鹿塘站区间实现复线化，复线化后设有4条股道，2006年实现电气化。车站在杭州东站改造筹备期间曾被考虑作为分流车站使用，后未能成事。
该车站原先由上海铁路局萧山车务段管理，2000年原萧山车务段合并入诸暨车务段。2005年因上海铁路局第二轮生产力布局调整，原诸暨车务段合并至新成立的金华车务段，盈宁站因而改由金华车务段管理；2009年10月1日起该站移交杭州直属站管辖。